# Gula Mons

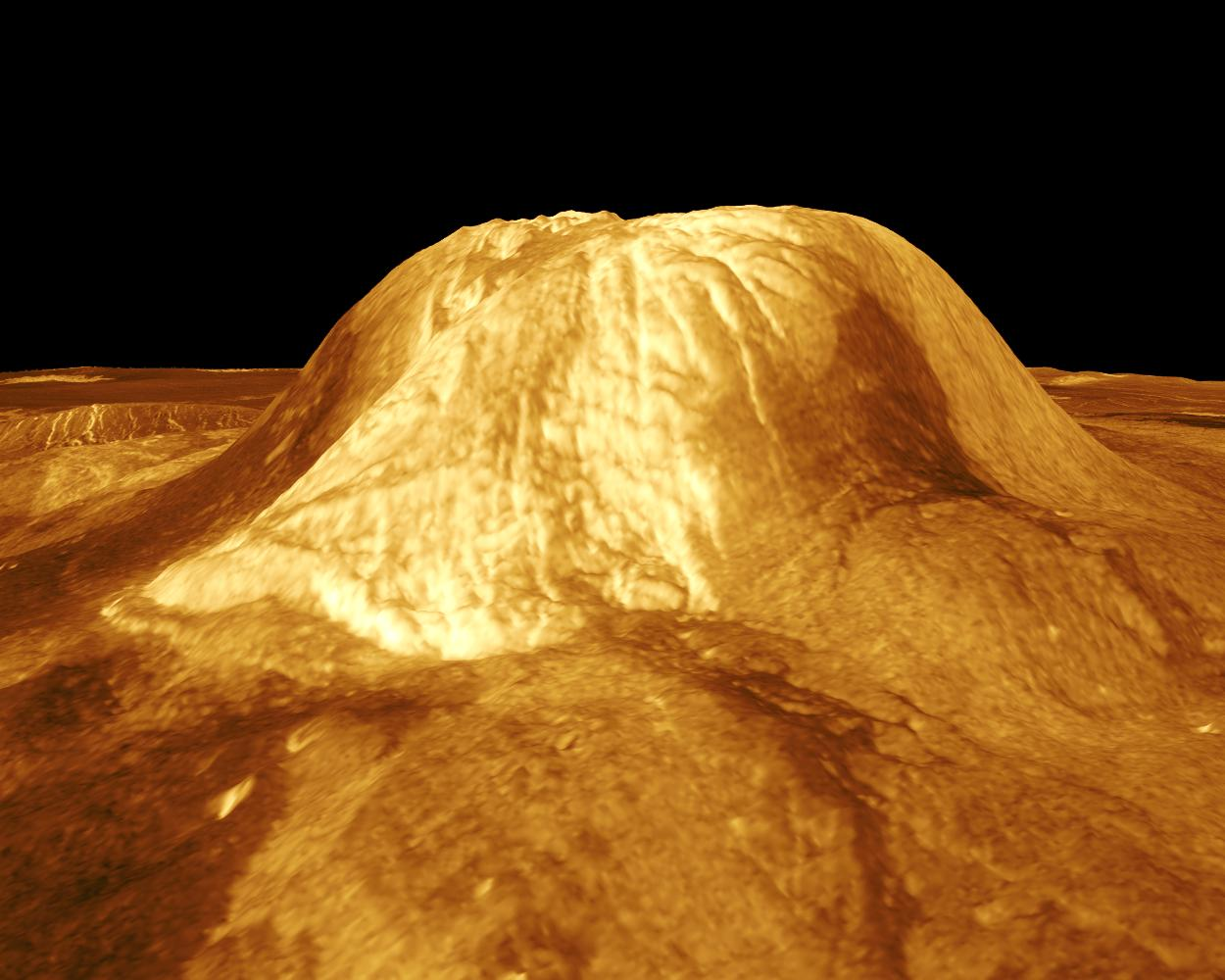
Computersimulation der Südwestseite des Gula Mons aus Radardaten. Bild in Falschfarben und mit überhöhter Topografie.

Der Gula Mons (lateinisch für Berg der Gula, nach der babylonischen Erdmutter und Schöpferin) ist ein Schildvulkan auf der Venus.

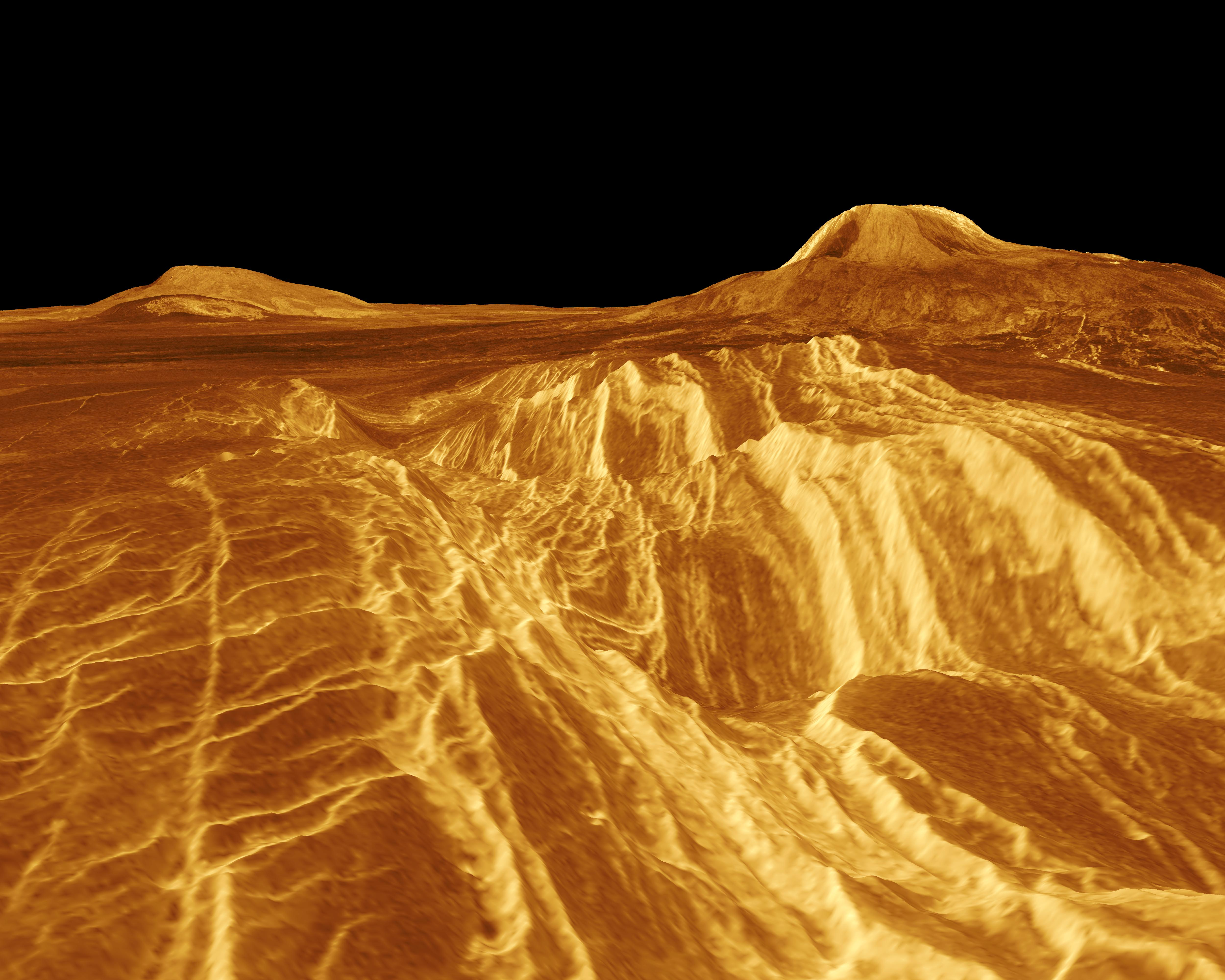
Simulierte Ansicht von Südosten auf Gula Mons (rechts), mit den Guor Linea im Vordergrund. Links im Hintergrund der Sif Mons. Bild mit 22,5facher Reliefhöhe.

Der Vulkanberg ist etwa drei Kilometer hoch und 276 Kilometer breit. Er befindet sich 21° 54′ N, 0° 54′ W im Westen des Hochlands Eistla Regio. Westlich von ihm liegt dort der kleinere Vulkan Sif Mons. Von Gula Mons aus erstrecken sich die Lineamente Guor Linea nach Südosten in Richtung des Vulkans Sappho Patera, am anderen Ende der länglichen Eistla Regio.
Der Gula Mons hat wie der Maat Mons Ähnlichkeit mit den Schildvulkanen auf Hawaii. Auf der Venus wurden noch nie Ausbrüche beobachtet.